# UFC Fight Night: Moreno vs. Royval 2
UFC Fight Night: Moreno vs. Royval 2（ユーエフシー・ファイトナイト：モレノ・バーサス・ロイバル・ツー、別名UFC Fight Night 237、UFC on ESPN+ 95）は、アメリカ合衆国の総合格闘技団体「UFC」の大会の一つ。2024年2月24日、メキシコシティのメキシコシティ・アリーナで開催された。

## 大会概要
本大会はブランドン・モレノとブランドン・ロイバルのフライ級戦が組まれた。

## 試合結果

### プレリミナリーカード
第1試合 フェザー級 5分3R
○  ムハンマド・ナイモフ vs.  エリク・シウバ ×
1R 0:44 TKO（脚の負傷）
第2試合 フライ級 5分3R
○  フェリペ・ドス・サントス vs.  ビクトル・アルタミラノ ×
3R終了 判定2-1（27-30、29-28、29-28）
第3試合 フライ級 5分3R
○  ルイス・ロドリゲス vs.  デニス・ボンダー ×
2R 4:59 リアネイキドチョーク
第4試合 ライト級 5分3R
○  ファレス・ジアム vs.  クラウディオ・プエレス ×
3R終了 判定2-1（28-29、30-27、29-28）
第5試合 131ポンド契約 5分3R
○  エドガー・チャイレス vs.  ダニエル・ラセルダ ×
1R 2:17 肩固め
※両者の体重超過によりフライ級から変更。
第6試合 フライ級 5分3R
○  ヘスス・アギラー vs.  マテウス・メンドンサ ×
3R終了 判定2-1（29-28、28-29、29-28）
第7試合 バンタム級 5分3R
○  ラオーニ・バルセロス vs.  クリスチャン・キニョネス ×
3R 2:04 リアネイキドチョーク

### メインカード
第8試合 ライト級 5分3R
○  マヌエル・トーレス vs.  クリス・ダンカン ×
1R 1:46 リアネイキドチョーク
第9試合 女子ストロー級 5分3R
○  ヤスミン・ハウレギ vs.  サム・ヒューズ ×
3R終了 判定3-0（30-27、30-27、30-27）
第10試合 ライト級 5分3R
○  ダニエル・ゼルフーバー vs.  フランシスコ・プラド ×
3R終了 判定3-0（29-28、29-28、30-27）
第11試合 フェザー級 5分5R
○  ブライアン・オルテガ vs.  ヤイール・ロドリゲス ×
3R 0:58 肩固め
第12試合 フライ級 5分5R
○  ブランドン・ロイバル vs.  ブランドン・モレノ ×
5R終了 判定2-1（48-47、46-49、48-47）

### 各賞
ファイト・オブ・ザ・ナイト：ダニエル・ゼルフーバー vs. フランシスコ・プラド
パフォーマンス・オブ・ザ・ナイト：ブライアン・オルテガ、マヌエル・トーレス
各選手にはボーナスとして5万ドルが授与された。

### カード変更
負傷などによるカードの変更は以下の通り。